# ドミトリー・フェイギン
ドミトリー・フェイギン（ロシア語:  Дмитрий Валентинович Фейгин, ラテン文字転写: Dmitry Valentinovich Feygin、1968年 - は、ロシア連邦のチェリスト。

## 略歴
音楽一家に生まれ、母はグルジア出身の有名なチェロ教師ガリーナ・ズーヴァレヴァ。父はロシアを代表する著名なチェリストヴァレンティン・フェイギン。　兄はスペインのアストゥリアス公国州交響楽団OSPAのコントラバス奏者アンドレイ・フェイギン。　叔父はウクライナ出身ヴァイオリニストであり、武蔵野音楽大学客員教授であったグリゴリー・フェイギン。ロシアのモスクワに生まれ、1975年にモスクワ音楽院付属中央音楽学校で英才教育を受け、1986年にモスクワ音楽院に入学し、父であるヴァレンティン・フェイギンの下でチェロを学び、同大学院卒業。室内楽をショスタコーヴィチ四重奏団のチェロ奏者、アレクサンドル・コルチャギンなどに師事。
1991年にモスクワ音楽院大ホールにてアレクサンドル・ヴェデルニコフの指揮によるチャイコフスキー作曲ロココ風の主題による変奏曲でデビュー。これまでに、ロシア国内をはじめウクライナ、ハンガリー、イタリア、フランス、ベルギーで演奏活動を行なっている。主な共演者には、ナタリア・グットマン、ユーリ・バシュメット、ウラディーミル・スピヴァコフがいる。 日本とロシアを中心にソロ、室内楽で活動している。2003年に来日、現在東京音楽大学教授。
2018年に東京にてバッハ作曲無伴奏チェロ組曲全曲演奏会を行った。

## 受賞
- 1991年：サンクトペテルブルク ショスタコーヴィチ国際室内楽コンクール優勝。シュニトケ賞、ソナタ賞受賞。
- 1996年：第2回全日本ビバホールチェロコンクール第2位。

### SNS
- Dmitry Feygin (dmitry.feygin) - Facebook
- TCM Cello Club - YouTubeチャンネル（2018年10月25日 - ）